# プリ・スロン・プリ
『プリ・スロン・プリ、マラルメの肖像』（フランス語: Pli selon pli, portrait de Mallarmé）は、フランスの作曲家ピエール・ブーレーズの作品。

## 概要
ステファヌ・マラルメは、ランボーなどとともにフランス近代文学史に大きな影響を与えた作家である。マラルメの詩『半獣神の午後』をもとに管弦楽曲『牧神の午後への前奏曲』を作曲したドビュッシーに代表されるように、マラルメは言葉とイメージと非在世界とによって多くの音楽家のインスピレーションをも喚起してきた。「音楽家に非常な明白な感銘を与えるのは、言葉自体について研究を重ねた詩人たちだ、という点が注目されるだろう。すなわちランボーよりもマラルメの名が、カフカよりもジョイスの名が、すぐに私たちの念頭にまず浮かんでくるのだ」と1958年、33歳のブーレーズは著書「音と言葉」の中に記した。
マラルメの「書物」を音に翻訳せんと試みたアレアトリーの手法を用いた『ピアノ・ソナタ第3番』はすでに完成され（ただし死後も一部が未公開となっている）、のちに『プリ・スロン・プリ』としてまとめられることになる作品に着手していた。このタイトルはマラルメの詩『ベルギーの友の思い出 Remémoration d'amis belges』からとられたもので、朝霧が晴れゆくにしたがってブリュージュの石造りの家がひと襞ひと襞と衣を脱ぐかのごとくに次第に露わになっていく様を描いたもので、その詩の内容に呼応するかのように構成する5つの曲の進行につれ、ひと襞ひと襞とマラルメの姿が露わになってゆくようにイメージされたものである。
初演から数十年にわたり細かく手を加えられ、さながら植物の成長を見る観がある。ブーレーズ自身も「ワーク・イン・プログレス（進行中の作品）」とこの作品群に名を与え、「私は各作品を断片的な生産物として構想する発想から次第に遠ざかりつつある。私には一連の限定された可能性に焦点を当てた大きな『集合』に対する際立った偏愛があるのだ」（「ソナタよ、お前は私に何を望むのか」）と述べている。
5曲の詞は、年代順になるように構成されており、マラルメの伝記という性格も持っている。

### 作曲の歴史
- 1957年 ソプラノとハープ、ヴィブラフォン、鐘、4人の打楽器奏者のための「マラルメによる即興曲I」および、ソプラノと9人の器楽奏者のための「マラルメによる即興曲II」を作曲。また、同年、オーケストラのための「ストローフ」を作曲。
- 1958年 「マラルメによる即興曲I、II」の初演および楽譜の出版（室内アンサンブルによる決定版）
- 1959年 ソプラノと器楽アンサンブル、打楽器のための「マラルメによる即興曲III」およびソプラノとオーケストラのための「墓」を作曲。
- 1960年 「墓」の改訂。ソプラノの語りを伴うピアノのための「賚（たまもの）」を作曲。「プリ・スロン・プリ」（「ピアノのための賚」、ピアノと室内アンサンブルのための「マラルメによる即興曲I、II、III」、ソプラノとオーケストラのための「墓」を初演。
- 1962年 オーケストラのための「ストローフ」、ピアノのための「賚」に基づいたソプラノとオーケストラのための「賚」を作曲。「マラルメによる即興曲」のオーケストラ版を作曲。「墓」を改訂し出版。
- 1965年 「ピアノのための賚」に基づき「エクラ・ミュルティプル」を作曲。
- 1984年 「マラルメによる即興曲」改訂。
- 1989年 「賚」の新版が作られる。

## 曲の構成
この一連の作品群が一つの音楽として成立したのは1960年である。5曲はピアノからアンサンブルへ、そしてオーケストラへとさなぎが孵化して成長するように次第に楽器構成は大きくなってゆく順序に並べられていたが、その2年後には一転、シンメトリックな構成へと変化を見せる。第1曲の「賚」と第5曲の「墓」、および第2曲の「マラルメによる即興曲I」と第4曲の「マラルメによる即興曲III」を呼応させるかのように「賚」および「マラルメによる即興曲I」をオーケストラ版に改訂。さらには「賚」とのバランスを図るため「墓」の後半のパッセージを分解し、旧来は同時に鳴っていた音を時間軸の前後に配置しなおすことで演奏時間を1.5倍に拡張した。こうして完成されたのが、1969年に作曲者自身によって録音されたものであり、室内アンサンブルのための「マラルメによる即興曲II」を中心においたアーチ型の構成であった。
1950年代の終わりごろからブーレーズの関心は演奏者の選択に任せられる部分を含む柔軟な形式への移行であった。ジョン・ケージの提示した「偶然性の音楽」の脅威に対し、ブーレーズが提示した回答はマラルメに依拠しアレアトリーの音楽を考案したことである。この曲にもアレアトリー的要素が含まれていたが、改訂を重ねるにつれ可動形式における選択肢の削除は数を増し、選択の余地を排除、音楽の流れを確定した。すなわち、マラルメに当初依拠しながら、結局は古典形式への回帰を指向し、「一冊の書は始まりも終わりもしない、ただそう見えるだけだ」と記したマラルメの偶然性を否定したのである。すなわち、この曲にはしっかりとしたブーレーズの肖像だけが刻印されている。
1. 第1曲 賚（たまもの） (Don)
2. 第2曲 マラルメによる即興曲I (Improvisation I sur Mallarmé)
3. 第3曲 マラルメによる即興曲II (Improvisation II sur Mallarmé)
4. 第4曲 マラルメによる即興曲III (Improvisation III sur Mallarmé)
5. 第5曲 墓 (Tombeau)

第1曲は"Don du poème"の冒頭の一行目及び第2～4曲の詞の断片、第2曲は"Le vierge, le vivace et le bel aujourd'hui"、第3曲は"Une dentelle s'abolit"、第4曲は"A la nue accablante tu"、第5曲は同名の詞の最後の一行による。第1曲冒頭はフォルティッシモで始まり、第5曲の最後で再現されて終わる。

## 演奏時間
約67分（各15分、6分、12分、19分、15分）。

## 楽器編成
（各楽章ごとに異なるので総編成で記す）
フルート4（1アルトフルート、1ピッコロ持ち替え）、オーボエ、クラリネット3（小クラリネット1持ち替え）、サクソフォーン2、バスーン、ホルン4、トランペット2、トロンボーン3、打楽器奏者7人（カウベル、グロッケンシュピール、ヴィブラフォン2、木琴2、鐘、チューブラーベル、鉄板）、3ハープ、チェレスタ、ピアノ、マンドリン、ギター、ヴァイオリン4、ヴィオラ8、チェロ5、コントラバス6

## 録音
- 1969年 ピエール・ブーレーズ指揮
- 1981年7月 ピエール・ブーレーズ指揮、BBC交響楽団、フィリス・ブリン＝ジュルソン（ソプラノ）（ERATO WPCS-11539）
- 2001年 ピエール・ブーレーズ指揮、アンサンブル・アンテルコンタンポラン、クリスティーネ・シェーファー（ソプラノ）